# SN 2009ii
SN 2009ii – supernowa typu II odkryta 21 sierpnia 2009 roku w galaktyce UGC 3627. W momencie odkrycia miała maksymalną jasność 18,50m.